# 마그네슘-25
마그네슘-25(영어: magnesium-25, 25Mg)는 마그네슘 동위 원소의 일종으로, 마그네슘의 안정 동위 원소 3가지 중 하나이다. 원자핵은 양성자 12개와 중성자 13개로 구성되어 있으며, 자연에서 발견되는 마그네슘의 약 10%가 마그네슘-25이다. 원자 질량은 24.98583692이며, 마그네슘-26(26Mg)과 함께 체내에서 마그네슘의 흡수 및 대사 과정을 연구하거나 심장 질환을 연구하는데 주로 쓰인다.

## 생성
마그네슘-25는 나트륨-25의 β- 붕괴나 알루미늄-25의 β+ 붕괴를 통해 생성된다.

## 이용
마그네슘-25는 또다른 마그네슘의 안정 동위 원소인 마그네슘-26과 함께 체내에서 마그네슘의 대사, 흡수 과정을 연구하는데 쓰이며, 심장 질환의 연구에도 쓰인다. 또, 마그네슘-25는 양전자 방출 단층촬영에 사용되는 방사성 핵종인 나트륨-22를 만들 때 쓰이기도 한다.

## 같이 보기
- 마그네슘 동위 원소
- 마그네슘-26
- 나트륨-22
- 양전자 방출 단층촬영

| 가벼운 핵종 마그네슘-24 | 마그네슘의 동위 원소 | 무거운 핵종 마그네슘-26 |

| 어미핵종: 나트륨-25 알루미늄-25 | 마그네슘-25의 붕괴 사슬 | 없음 |